# گولیتا (کالیفرنیا)
گولیتا (به انگلیسی: Goleta) شهری در شهرستان سانتا باربارا، کالیفرنیا ایالت کالیفرنیا است که در سرشماری سال ۲۰۱۰ میلادی، ۲۹۸۸۸ نفر جمعیت داشته‌است.
به دلیل نزدیکی به پردیس دانشگاه کالیفرنیا، سانتا باربارا مشهور است گرچه آیلا ویستا به این پردیس نزدیکتر است.